# Рыкова, Наталья Геннадьевна
Наталья Геннадьевна Жукова (урожд. Рыкова) (29 марта 1980) — казахстанская волейболистка, игрок сборной Казахстана и ВК «Маркопуло».

## Биография
Наталья Рыкова начала играть в Алма-Ате, в школе АДК.
В 1997 году начала выступать за «Рахат». В 1999, 2000 и 2001 году становилась чемпионом Казахстана.
Много лет проиграла в европейских чемпионатах. В 2003 году завоевала серебро чемпионата Франции, а в 2007 — золото чемпионата России.
Финалист Лиги чемпионов 2007 года в составе «Динамо» (Москва).
В составе казахстанской сборной завоевала серебро чемпионата Азии 2005 года.
Участница Олимпиады-2008 в Пекине.